# Urbanism

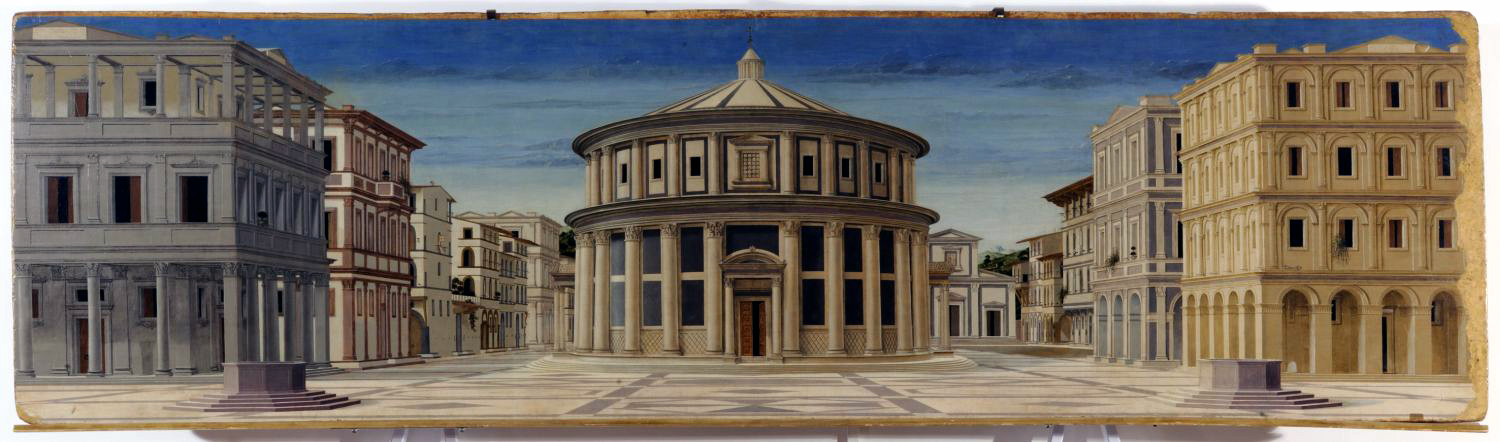
Orașul ideal — în viziunea atribuită artistului complex și matematicianului renascentist Piero della Francesca (1420-1492).

Urbanismul este studiul orașelor, al mediului geografic, economic, politic, social și cultural și al impactului acestor elemente asupra fondului construit.  Profesia de urbanist se referă la crearea și organizarea vieții urbane.

## Definiții
Activitate operațională, integratoare, normativă care are ca principal scop stimularea evoluției complexe a localităților, prin realizarea strategiilor de dezvoltare pe termen scurt, mediu și lung, care urmărește stabilirea direcțiilor dezvoltării spațiale a localităților urbane și rurale(planificare urbană), în acord cu potențialul acestora și cu aspirațiile locuitorilor și care cuprinde toate localitățile țării, organizate în rețea, pe baza ierarhizării și distribuției echilibrate ale acestora în teritoriu; aplicarea obiectivelor are în vedere întreg teritoriul administrativ al orașelor și comunelor sau zone din acestea.
Ansamblul regulilor care guvernează nașterea, dezvoltarea și amenajarea rațională a aglomerărilor urbane.
Ansamblul activităților de organizare a componentelor materiale (cadru natural, resurse economice, cadru construit, populație, infrastructură, etc.) ale unităților teritoriale de locuire (sat, comună, oraș, zonă, teritoriu național etc.) în scopul îmbunătățirii calității vieții.

## Istoric
Urbanismul ca disciplină formală a apărut la sfârșitul secolului al XIX-lea, deși practica organizării spațiului urban există din antichitate. Primele forme de planificare urbană pot fi observate în civilizațiile antice precum Mesopotamia, Egiptul Antic, Valea Indusului și China Antică, unde planificarea spațiului urban reflecta organizarea socială și sistemele de credințe.
În Grecia Antică, Hippodamus din Milet (sec. V î.Hr.) este considerat unul dintre primii urbaniști ai lumii, introducând sistemul de străzi perpendiculare (planul hipodamic). Acest model a fost adoptat și dezvoltat ulterior de romani, care au adăugat elemente specifice de infrastructură (apeducte, canalizare, drumuri pavate).
În perioada medievală, dezvoltarea urbană a fost determinată adesea de considerente defensive, religioase și comerciale, rezultând orașe organice, neplanificate. Renașterea a reintodus idealurile clasice de proporție și simetrie în planificarea urbană, vizibile în orașe precum Florența și Veneția.
Revoluția Industrială a schimbat fundamental orașele, generând probleme de suprapopulare, poluare și condiții sanitare precare, care au condus la apariția urbanismului modern. Figuri precum Ildefons Cerdà (planul Barcelonei), Georges-Eugène Haussmann (restructurarea Parisului) și Ebenezer Howard (conceptul de Garden City) au pus bazele practicilor contemporane.

## Specializări în urbanism
Urbanismul modern include multiple specializări interconectate:
- Planificare urbană – organizarea spațiului urban și zonarea funcțională
- Mobilitate urbană – sisteme de transport și infrastructură pentru deplasări eficiente și sustenabile
- Design urban – forma și estetica spațiilor publice și a clădirilor
- Ecologie urbană – integrarea mediului natural în mediul construit
- Urbanism participativ – implicarea comunităților în procesele decizionale
- Smart City – aplicarea tehnologiilor digitale pentru eficientizarea serviciilor urbane
- Regenerare urbană – revitalizarea zonelor degradate sau dezafectate[7]

## Urbanismul în România

### Perioada interbelică
În perioada interbelică, urbanismul românesc a cunoscut o dezvoltare semnificativă prin contribuția unor personalități precum Cincinat Sfințescu, considerat părintele urbanismului românesc, și Duiliu Marcu. Primul plan de sistematizare pentru București a fost elaborat în 1935 sub coordonarea arhitectului francez Roger Bolomey.

### Perioada comunistă
Perioada comunistă a marcat urbanismul românesc prin sistematizarea extensivă a orașelor și satelor. Legea sistematizării din 1974 a impus o viziune centralizată de dezvoltare, caracterizată prin ansambluri de locuințe colective standardizate și demolarea unor zone istorice valoroase. Cel mai controversat proiect a fost reconstruirea centrului Bucureștiului pentru realizarea Centrului Civic și a Casei Poporului (actualmente Palatul Parlamentului).

### Perioada contemporană
După 1990, urbanismul românesc a trecut printr-o perioadă de tranziție, marcată inițial de absența unei viziuni coerente și de presiunea investițiilor imobiliare. Legea 350/2001 privind amenajarea teritoriului și urbanismul a stabilit cadrul legislativ modern pentru această activitate. Urbanismul contemporan se confruntă cu provocări precum expansiunea necontrolată (urban sprawl), reconversia zonelor industriale dezafectate, infrastructura învechită și necesitatea dezvoltării durabile.
Integrarea în Uniunea Europeană a adus noi standarde și oportunități de finanțare pentru proiecte urbane  pentru infrastructură de utilități publice (alimentare cu apa, canalizare, rețele electrice, eliminarea deșeurilor, etc.), inclusiv programe de regenerare urbană, mobilitate durabilă și eficiență energetică.

## Provocări contemporane
Urbanismul contemporan se confruntă cu multiple provocări care necesită abordări inovatoare:
- Schimbările climatice – adaptarea orașelor pentru reziliență în fața fenomenelor meteorologice extreme și reducerea emisiilor de carbon
- Creșterea demografică urbană – gestiunea densității urbane și asigurarea locuințelor accesibile
- Mobilitatea sustenabilă – reducerea dependenței de automobilul personal și promovarea transportului public și nemotorizat
- Incluziunea socială – combaterea segregării și asigurarea accesului echitabil la servicii urbane
- Conservarea patrimoniului – echilibrarea nevoilor de dezvoltare cu protejarea identității istorice
- Smart cities – implementarea tehnologiilor digitale pentru eficientizarea serviciilor urbane și îmbunătățirea calității vieții
- Spațiile verzi – extinderea și interconectarea infrastructurii verzi pentru beneficii ecologice și sociale[11]

## Principii ale urbanismului durabil
Urbanismul durabil se bazează pe următoarele principii fundamentale:
- Densitate echilibrată – utilizarea eficientă a terenului urban fără supraîncărcare
- Mixitate funcțională – combinarea funcțiunilor rezidențiale, comerciale și de servicii pentru reducerea nevoilor de deplasare
- Conectivitate – rețele de transport eficiente și interconectate, cu prioritate pentru pietoni, bicicliști și transportul public
- Accesibilitate – distribuția echitabilă a serviciilor și facilităților urbane
- Identitate locală – respectarea și valorificarea patrimoniului cultural și natural
- Participare comunitară – implicarea cetățenilor în procesele de planificare și decizie
- Eficiență în utilizarea resurselor – optimizarea consumului de energie, apă și materiale
- Reziliență – capacitatea spațiilor urbane de a se adapta la schimbări și de a rezista la șocuri[12]

## Educație și formare profesională
În România, formarea profesioniștilor în domeniul urbanismului se realizează în cadrul universităților de arhitectură și urbanism, precum:
- Universitatea de Arhitectură și Urbanism "Ion Mincu" din București
- Facultatea de Arhitectură și Urbanism din cadrul Universității Tehnice Cluj-Napoca
- Facultatea de Arhitectură din cadrul Universității Politehnica Timișoara

Practica profesională este reglementată prin Registrul Urbaniștilor din România (RUR), care atestă specialiștii cu drept de semnătură pentru documentațiile de urbanism.
La nivel internațional, există organizații profesionale care promovează educația și standardele în domeniu, precum International Society of City and Regional Planners (ISOCARP), European Council of Spatial Planners (ECTP) și American Planning Association (APA).